# Casa Comte Zanoguera
La Casa Comte Zanoguera és una casa feta museu i sala d'exposicions, situada al municipi d'Alboraia (Horta Nord, País Valencià) i que actualment ha esdevingut el museu principal del municipi. Aquesta casa - museu data del segle xvii i s'hi alberguen de manera temporal, al llarg de tot l'any, nombroses exposicions de tota classe, temàtiques i mides. A més, anualment s'hi solen celebrar actes públics i oficials.
Rep el seu nom en honor del seu primer propietari, el senyor Gilabert de Zanoguera, el qual va ser un personatge molt important per a la història d'Alboraia, ja que el centre històric d'aquest bell municipi, té el seu origen en una antiga alqueria, que el rei d'Aragó, Jaume el Conqueridor, va regalar a Vidal de Canyelles, bisbe d'Osca, el 1238.
Segons van passar els anys la propietat d'Alboraia va anar passant per diferents mans fins que, l'any 1331, va arribar a Gilabert de Noguera o Sanoguera (o Zanoguera), qui va fundar, finalment, el senyoriu d'Alboraia.